# 阿根廷湖
阿根廷湖（西班牙語：Lago Argentino） 位于圣克鲁斯省的巴塔哥尼亚地区，是阿根廷全国面积最大的淡水湖。湖泊面积1415平方千米，最大宽度有32km。湖水的平均深度为50m，最深深度150m。
阿根廷湖位于冰川国家公园内，130多条冰河、三大冰川融化的冰水注入阿根廷湖。北角为享誉世界的莫雷诺冰川。该湖旁的别德马湖的水源来自拉利昂娜河和一些山的溪流。两者流域涉及的面积超过17000平方公里。湖水通过400公里长的圣克鲁斯河最后注入大西洋。

## 购物
湖泊附近的Sal Telmo城与湖泊本身是吸引游客的两个景点，湖泊提供捕鱼、绕湖骑马等服务。Sal Telmo城每逢周日在古建筑下摆设留声机、旧电话、手表、水晶灯等古董。

## 图集

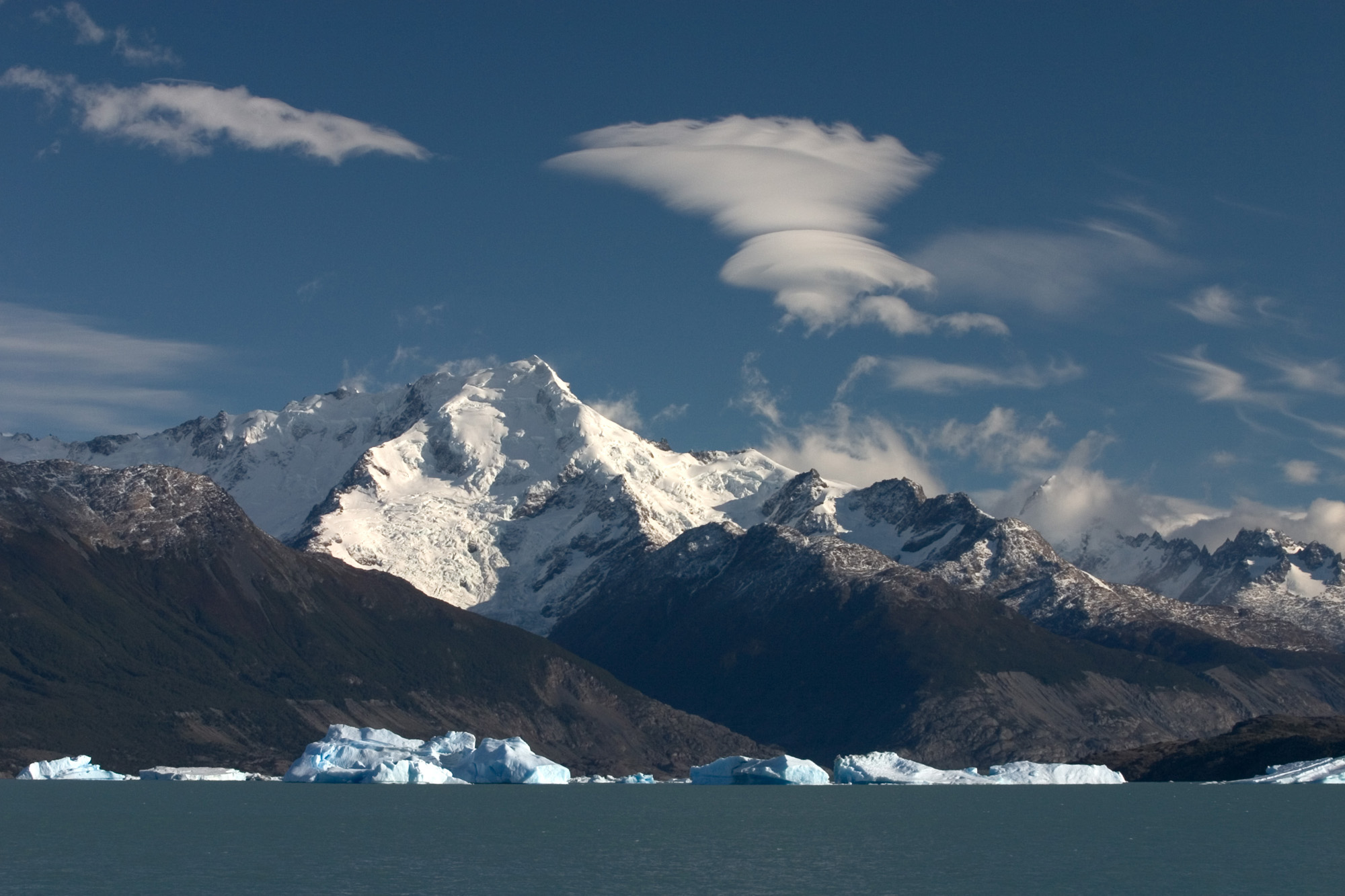
湖水北部
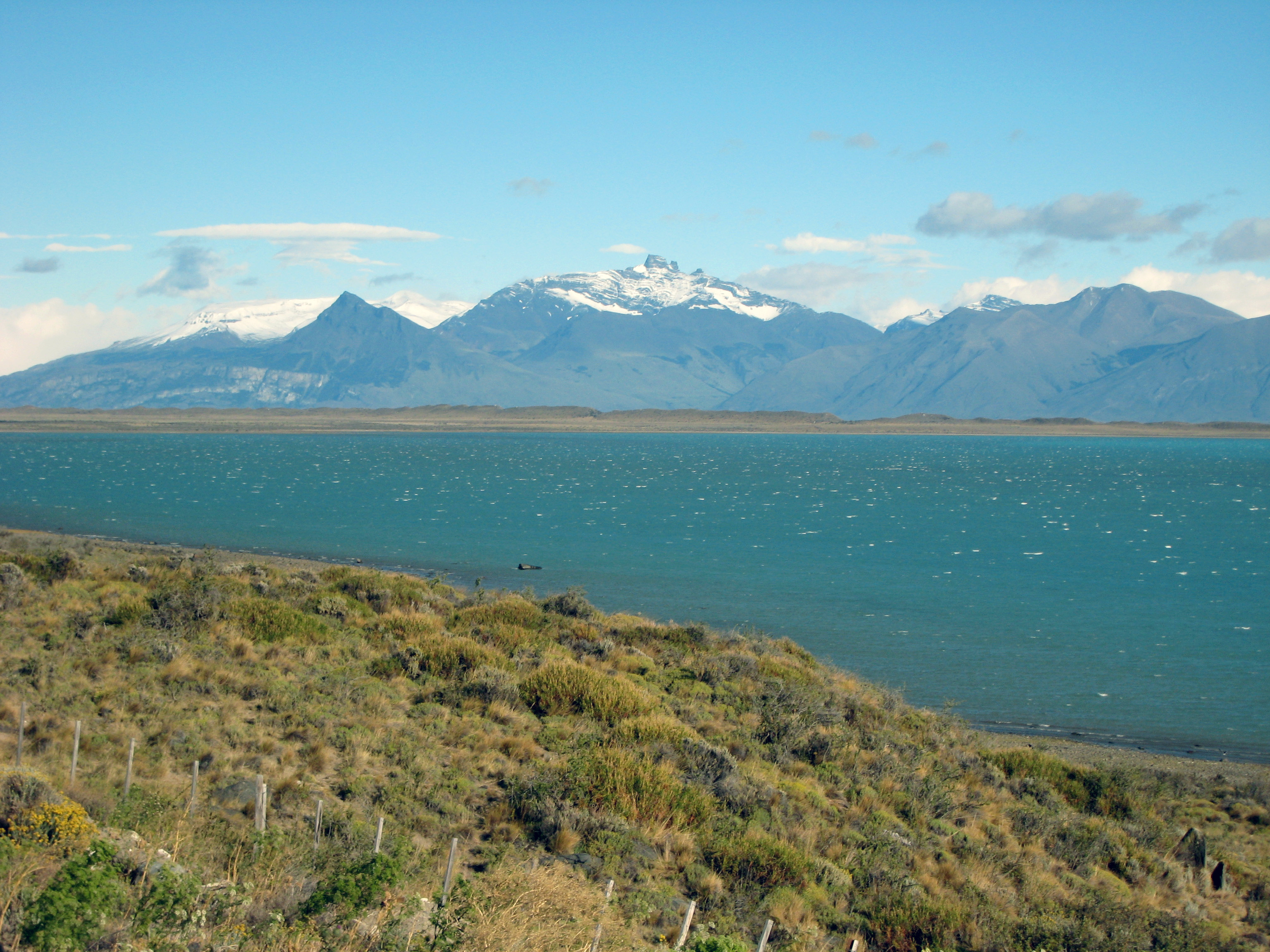
阿根廷湖附近的El Calafate的小镇
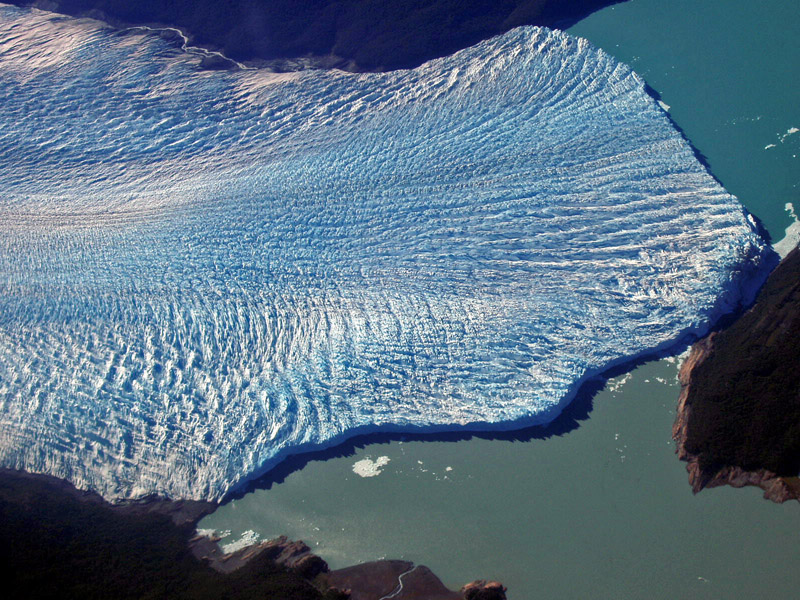
2004年消融之前的莫雷诺冰川把阿根廷湖分成了两半